# Parc national du Breheimen
Le parc national du Breheimen est un parc national situé dans les comtés d'Innlandet et de Vestland, en Norvège. Créé le 7 août 2009, il s'étend sur 167 100 hectares de la chaîne de montagnes Breheimen.
Le parc est entouré de trois autres parcs nationaux : le parc national de Jostedalsbreen, le parc national de Jotunheimen et le parc national de Reinheimen.
Le parc comprend les montagnes Hestbreapiggan, Tverrådalskyrkja et Holåtinden ainsi que les glaciers Harbardsbreen, Spørteggbreen et Holåbreen.

## Galerie

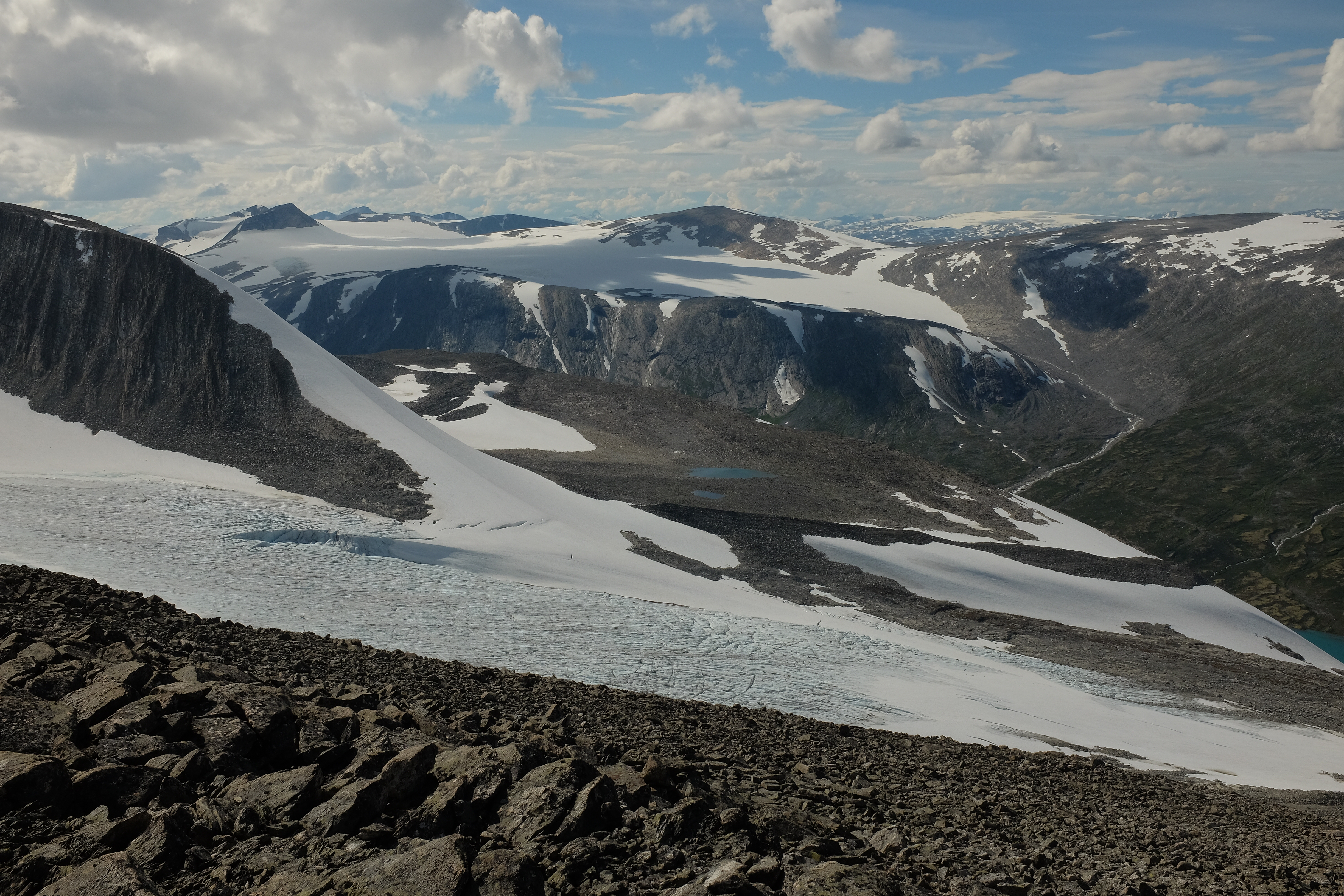
Glacier.
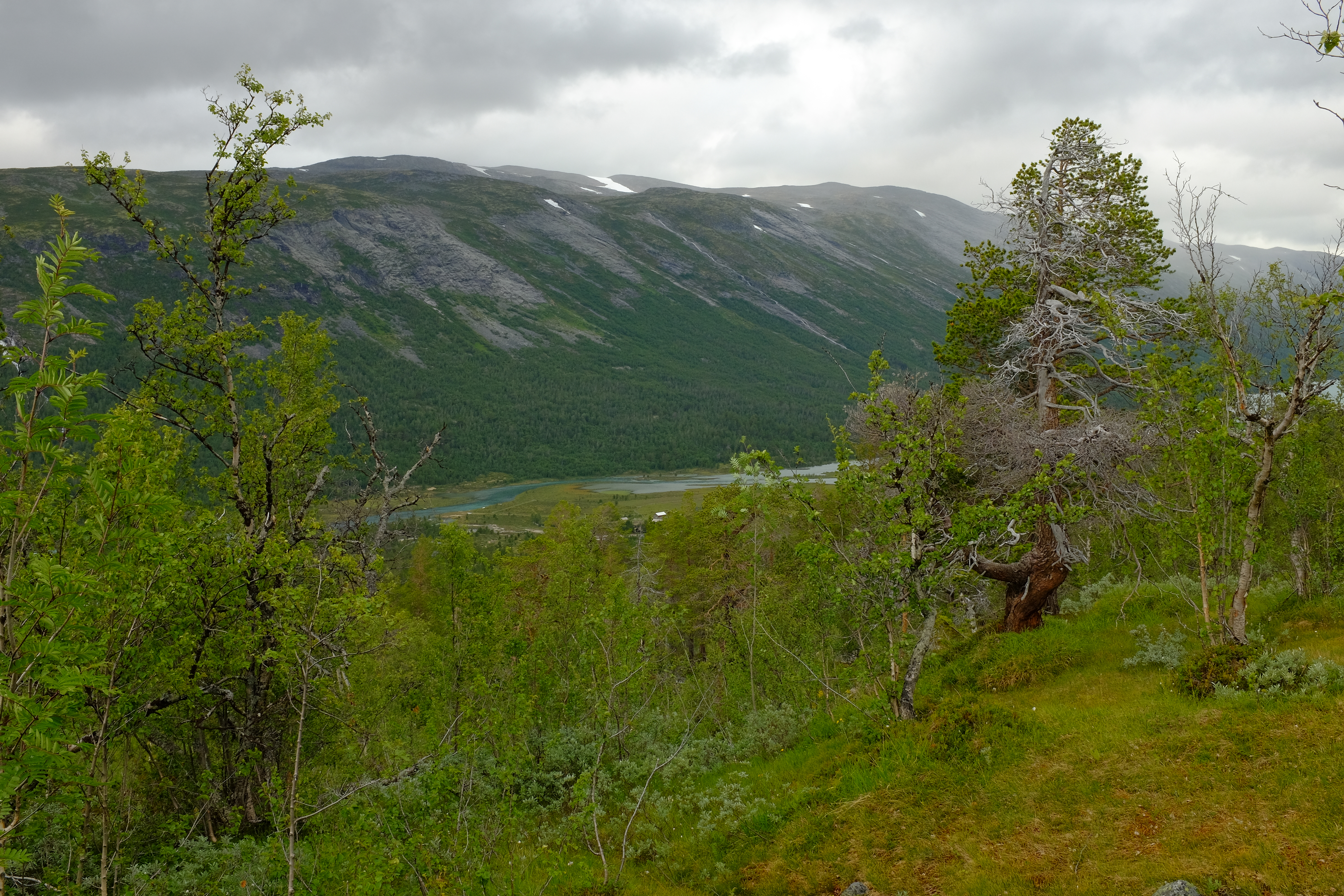
Vallée.
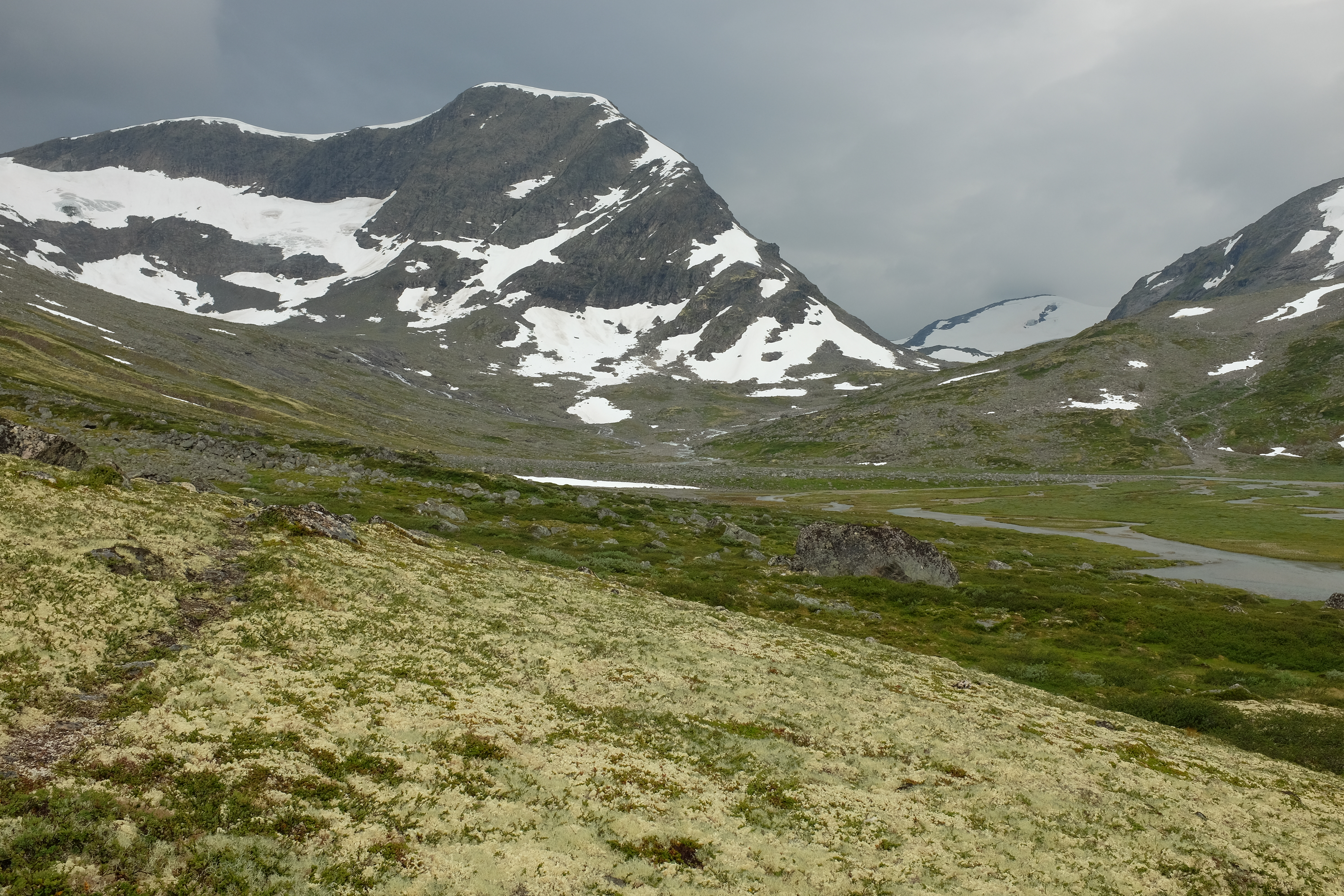
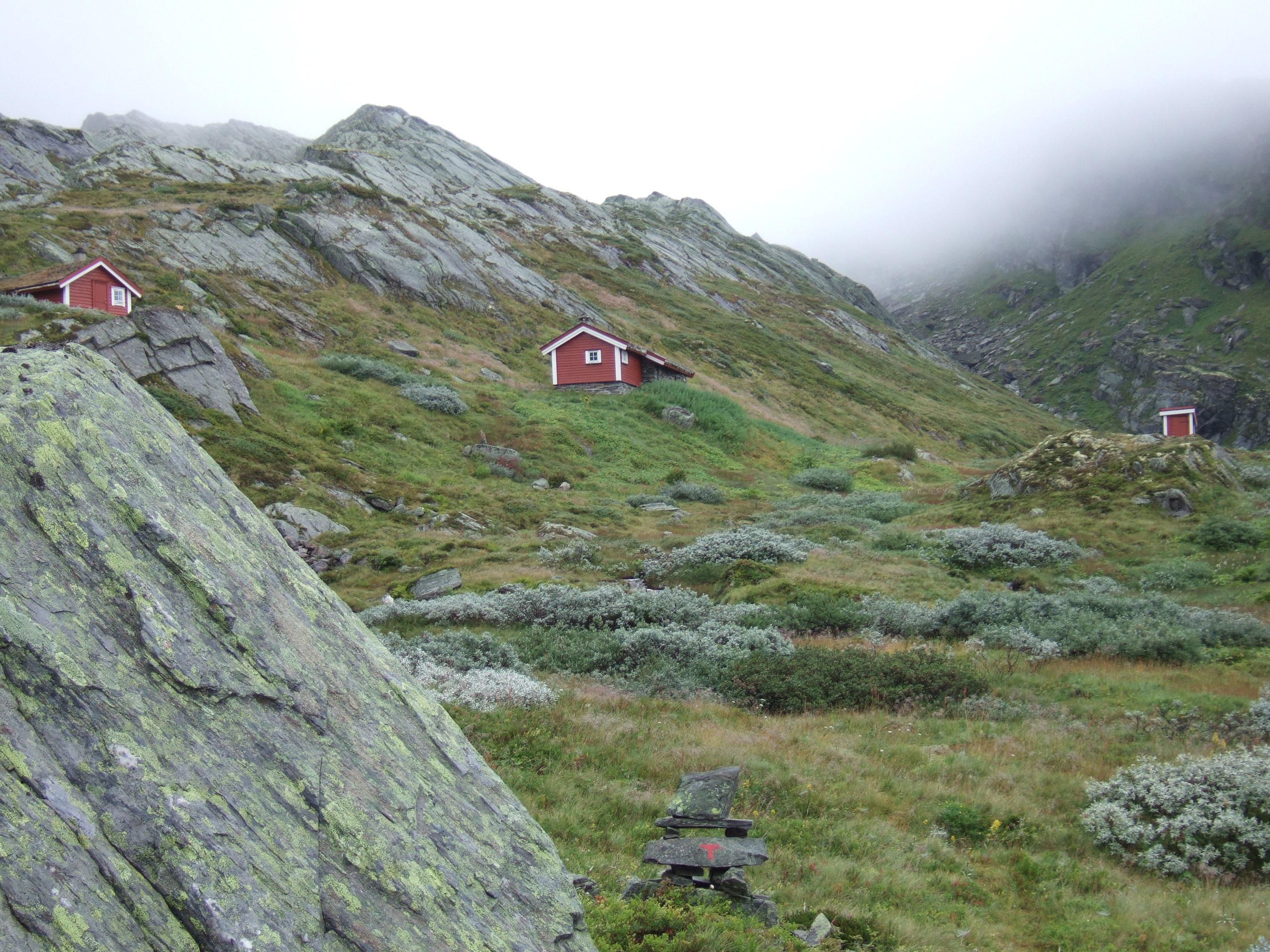